# Santos Marcelino e Pedro (título cardinalício)
Santos Marcelino e Pedro (em latim: Sanctorum Marcellini et Petri) é um título cardinalício dado a cardeais-sacerdotes. Tanto Kirsch como Duchesne concordam em dizer que o título Nicomedis, enumerado no sínodo romano de 1 de março de 499, pode ser considerado equivalente ao dos santos Marcelino e Pedro. Cristofori, que menciona como "São Nicomedes na Via Nomentana", diz que este título foi suprimido pelo Papa Gregório I, que o mudou para a Basílica de Santa Cruz de Jerusalém. O Pontifício Anuário Católico defende, no entanto, que o título de Santa Crescenciana ou São Crescêncio, eregido em torno de 112 pelo Papa Evaristo e confirmada em 366 pelo Papa Dâmaso I, foi suprimida pelo Papa Gregório I, em torno de 590, substituindo-o pelo título atual.
A igreja titular deste titulus é Santi Marcellino e Pietro al Laterano.

## Titulares protetores
- Albino (590-?)
- Raniero (ou Rainus, ou Renius) (1099- 1116)
- Raino (ou Renio) (circa 1117-1121)
- Sigizzone Bianchelli menor (ou Cianchetti) (1126?)
- Crescêncio (1120-1130), pseudocardeal de Santo Apolinário pelo antipapa Anacleto II
- Rainaldo Colimetano (ou Calametano), O.S.B. (1140-1165)
- Goffredo dell'Isola (ou Roffredo), O.S.B. (1191-circa 1206)
- Cosmo Glusiano de Casate (1281-1287)
- Jean Le Moine (Monachus, ou Monachi, ou Le Moyne) (1294-1313)
- Gauscelin Jean d'Euse (1316-1327)
- Pasteur d'Aubenas (ou Sarrats), O.F.M. (1350-1356)
- Guillaume Farinier (de Gourdon), OFM (1356-1361)
- Filippo di Cabassoles (1368-1370)
- Andrea Bontempi Martini (1378-1390)
- Pierre-Raymond de Barrière, O.S.A. (1378-1383)
- Jacques de Mantenay (ou Mentonay) (1383-1391)
- Angelo Barbarigo (ou Barbadico, ou Barbadigo) (1408-1418)
- Vacante (1418-1439)
- Isidoro de Kiev (1439-1451)
- Vacante (1451-1461)
- Louis d'Albret (1461-1465)
- Oliviero Carafa (1467-1470)
- Philippe de Lévis (1473-1475)
- Jorge da Costa (1476-1484)
- Vacante (1484-1493)
- Bernardino López de Carvajal (1493-1495)
- Philippe de Luxembourg (1495-1506)
- Louis d'Amboise (1510-1511)
- Christopher Bainbridge (1511)
- Vacante (1511-1515)
- Adrian Gouffier de Boissy (1515-1517); in commendam (1517-1520)
- Vacante (1520-1530)
- François de Tournon (1530-1550)
- Georges II D'Amboise (1550)
- Pietro Bertani, O.P. (1551-1558)
- Gianfrancesco Gambara (1561-1565)
- Flavio Fulvio Orsini (1565-1578); in commendam (1578-1581)
- Vacante (1581-1588)
- Stefano Bonucci (ou Benucci) (1588-1589)
- Mariano Pierbenedetti (1590-1607)
- Orazio Maffei (1607-1609)
- Vacante (1609-1614)
- Giovanni Battista Deti (1614-1623)
- Vacante (1623-1664)
- Girolamo Boncompagni (1664-1684)
- Vacante (1684-1690)
- Giacomo Cantelmo (1690-1702)
- Francesco Pignatelli, C.R. (1704-1719)
- Giovanni Francesco Barbarigo (ou Barbadico) (1721-1730)
- Sigismund von Kollonitz (ou Kollonitz, ou Kollonich, ou Colonicz) (1730-1740)
- Vacante (1740-1753)
- Vincenzo Malvezzi Bonfioli (1753-1775)
- Bernardino Honorati (ou Onorati) (1777-1807)
- Vacante (1807-1816)
- Nicola Riganti (1816-1822)
- Vacante (1822-1827)
- Giacomo Giustiniani (1827-1839)
- Giovanni Maria Mastai Ferretti (1840-1846)
- Gaetano Baluffi (1847-1866)
- Giuseppe Berardi (1868-1878)
- Florian-Jules-Félix Desprez (1879-1895)
- Domenico Maria Jacobini (1896-1900)
- Alessandro Sanminiatelli Zabarella (1901-1910)
- Vacante (1910-1914)
- António Mendes Bello (1914-1929)
- Manuel Gonçalves Cerejeira (1929-1977)
- Jean-Marie Lustiger (1983-1994)
- Aloysius Matthew Ambrozic (1998-2011)
- Dominik Duka, O.P. (2012- )